# Francesco Zucchetti
Francesco Zucchetti (Cernusco sul Naviglio, 14 d'abril de 1902 - Trichiana, 8 de febrer de 1980) va ser un ciclista italià que va prendre part en els Jocs Olímpics de París de 1924.
Va participar en la prova de persecució per equips, fent equip amb Angelo de Martini, Alfredo Dinale i Aleardo Menegazzi, guanyant la medalla d'or, tot superant el combinat polonès i belga.

## Palmarès
- 1924
  -  Medalla de plata als Jocs Olímpics de París en persecució per equips